# سوتتنام
سوتتنام (به انگلیسی: Swettenham) یک روستا و محله مدنی در بریتانیا است که در چشر شرقی واقع شده‌است. سوتتنام ۲۹۱ نفر جمعیت دارد.